# Antíoco (prepósito do cubículo sagrado)
Antíoco (em latim: Antiochus; em grego medieval: Ἀντίοχος; romaniz.: Antíochos; fl. 404–421) foi um influente cortesão e oficial eunuco do Império Bizantino, ativo no reinado do imperador Teodósio II (r. 408–450). Era de origem persa e teria chego na corte do Império Bizantino ainda no tempo de Arcádio (r. 395–408).

## Vida

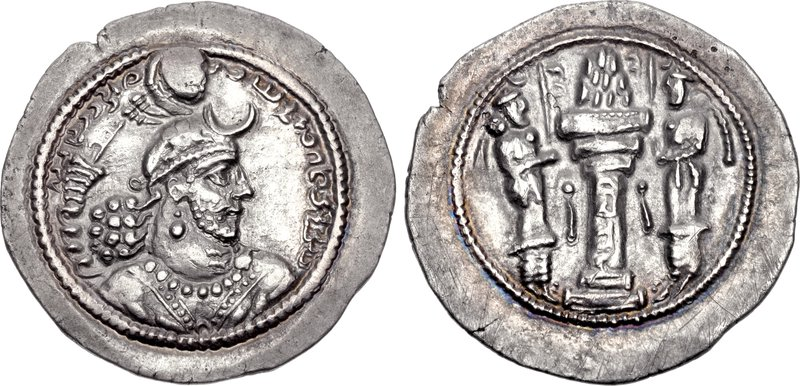
Dracma de r.

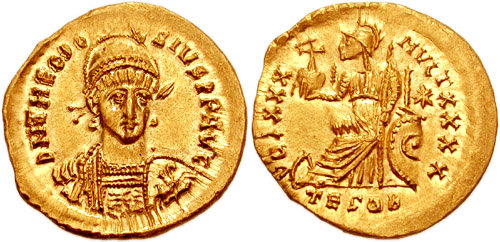
Soldo de r.

De acordo com os cronistas bizantinos, Antíoco era de origem persa e serviu de início sob Narses, que ocupou o ofício de ministro-chefe (grão-framadar) do Império Sassânida por quase toda a primeira metade do século V. Aparece na corte bizantina em c. 404. Na época, era um servo do dormitório imperial (cubiculário) e, apesar de jovem, gozava do favor do imperador Arcádio (r. 395–408). Isso permitiu que influenciasse a política imperial e ganhou o cargo de tutor (bájulo) do jovem herdeiro do trono, o futuro Teodósio II (r. 408–450). A crônica do século IX de Teófanes, o Confessor relata erroneamente que Antíoco chegou a Constantinopla somente após a morte de Arcádio em 408, tendo sido despachado pelo xá Isdigerdes I (r. 399–420) para vigiar o jovem Teodósio. Pode ser, no entanto, que este relatório reflita o reconhecimento de sua posição como tutor imperial por Isdigerdes, a quem o moribundo Arcádio havia confiado a garantia da posição de seu filho durante sua minoridade. Antíoco era um cristão zeloso e, em sua correspondência com Isdigerdes, conseguiu garantir o bem-estar dos cristãos em seu país de origem.
Antíoco provavelmente exerceu suas funções de tutor até 414, quando Élia Pulquéria, irmã de Teodósio, assumiu. Por c. 421, subira ao ofício de prepósito do cubículo sagrado (chefe do dormitório imperial) e ao posto elevado de patrício. Naquela época, foi demitido de seus postos no palácio por Teodósio, que se ressentiu de sua atitude condescendente, quiçá após o casamento do imperador com Élia Eudócia. Suas posses foram tomadas e foi forçado a se recolher como monge na Igreja de Santa Eufêmia na Calcedônia, onde morreu mais tarde. Seu palácio em Constantinopla, adjacente ao Hipódromo, também foi confiscado pelo imperador.